# Гавенвейк-Норд
Га́венвейк-Норд (нід. Havenwijk-noord) — дільниця (нід. buurt) у нідерландському місті Лейден. Розташована в межах району Бінненстад-Норд, межує з дільницями Нордвест (на заході, відокремлена каналом Ауде Геренґрахт), Маревейк (на південному заході, відокремлена каналом Ауде Вест), Гавенвейк-Зейд (на півдні, відокремлена каналом Геренграхт), Нордерквартір (на півночі, відокремлена каналом Геренсінгел) і Де-Кой (на сході, відокремлена каналом Геренсінгел).

## Історія
Місцевість, де розташована сучасна дільниця Гавенвейк-Норд, увійшла до меж Лейдена у 1644 році. З кінця XVI століття у місті почала розвиватися текстильна промисловість, яку великою мірою стимулював значний приток біженців із Бельгії, Франції та Німеччини. 22 лютого 1644 року представники гільдії ткачів подали міські раді петицію, де прохали про створення нового міського району для тих, хто бажає оселитися в Лейдені, але не може знайти місця. Мета цієї петиції була досить прагматична: більша частина біженців була дешевою робочою силою для мануфактур, тому міська влада не вагалася щодо створення нового району. Характер занять перших поселенців Гавенвейк-Норда відображається у назвах вулиць — Блекерскаде і Де-Блек (на честь відбільників тканин), Верверстрат і Верверстратплейн — (на честь фарбарів тканин).
Першою вулицею нової дільниці стала набережна каналу Ауде-Геренґрахт.
У 1667–1669 роках тут збудували браму Зейлпорт, один з найважливіших в'їздів до історичного Лейдена: через Зейлпорт йшов основний потік торговців із інших регіонів країни, які бажали продати свій товар у Лейдені. З кожного торговця місто брало акцизний збір при проходженні міських воріт, це було одним з основних джерел доходів муніципалітету.
Важливу роль в економіці Лейдена донедавна грали водні шляхи — більшу частину товарів перевозили саме каналами і річками. Гавань у Гавенвейку існувала ще з 1595 року, а коли цю місцевість включили до меж міста, гавань значно розширили і поглибили. У 1850-х роках тут діяла пароплавна компанія, яка володіла дванадцятьма пароплавами, що здійснювали регулярні пасажирські і вантажні перевезення з Лейдена до Гауди, Алфен-ан-ден-Рейна, Амстердама та інших міст.
У XIX столітті, коли в Лейдені почала активно розвиватися промисловість, Гавенвейк-Норд був місцем проживання робітників численних навколишніх фабрик і виробництв. Це були справжні міські нетрі, із жахливими умовами життя, великою скупченістю, антисанітарією та високим ризиком масових інфекційних захворювань. Втім, були численні спроби змінити ситуацію: так, 2 січня 1860 року місцева протестантська парафія подала бургомістру прохання дозволити будівництво на вулиці Верверстрат житлового комплексу для 60 родин робітників текстильної промисловості. Після отримання дозволу у 1861 році архітектор Ян Віллем Схап розробив проект і у 1862 році на непарному боці вулиці звели великий житловий комплекс. Дво-, три- і чотириповерхові будинки стали першим зразком соціального житла в Лейдені та, фактично, першим кондомініумом.

## Демографія
Станом на 2014 рік у Гавенвейк-Норді мешкало 570 осіб, з них 265 чоловіків і 300 жінок. За віком населення розподіляється наступним чином:
- особи у віці до 15 років — 10%,
- особи у віці від 15 до 25 років — 23%,
- особи у віці від 25 до 45 років — 44%,
- особи у віці від 45 до 65 років — 17%,
- особи у віці старше 65 років — 7%.

Порівнюючи ці цифри із загальноміською статистикою, можна сказати, що у Гавенвейк-Норді переважають особи у віці від 15 до 45 років, у той час як кількість літніх людей тут нижче, ніж в середньому по місту.
З усіх мешканців дільниці 35% осіб мають іноземне походження, з них 21% — переселенці з інших європейських країн, а 14% становлять особи неєвропейського походження. Частка переселенців-європейців у Гавенвейк-Норді значно вища за середню по місту (14%). Серед не-європейців основні етнічні групи складають марокканці, суринамці та вихідці з Антильських островів (по 1%).

## Пам'ятки історії та архітектури

### Національні
- брама Зейлпорт, зведена у 1667–1668 роках архітектором Віллемом ван дер Гелмом;
- каплиця римо-католицького цвинтаря, зведена у 1828 році архітектором Т. Молкенбуром[nl].
- по набережній Гавен: будинки № 23 (поч. XVII ст.), 36 (XVII ст.), 38, 40 (1645 р.), 42 (XVII ст.), 44.

### Місцеві
- по набережній Ауде Геренґрахт: будинки № 9, 10 (кін. XIX ст.), 21 (1920–1930 рр.), 24 (кін. XIX ст.);
- по вулиці Верверстрат: будинки № 10 (кін. XVIII ст.), 12 (XVIII ст.), 16 (поч. XIX ст.), 18, 20, 22, 24, 26 (1881 р.), 28, 30, 32, 34, 36, 38, 40, 42, 44 (комплекс із дев'яти так званий «будинків ткачів», зведений у 1880-х роках); на непарному боці вулиці (будинки № 5-59) розташований житловий комплекс із трьох блоків, зведений 1862 року архітектором Яном Схапом для ткачів і працівників навколишніх фабрик;
- по вулиці Вест-Гавенстрат: будинки № 10, 12, 14 (поч. XIX ст.)
- по вулиці Дварс-Гавенстрат: будинки № 1, 3, 5, 7 зведені наприкінці XIX ст. архітектором В. Мулдером[nl];
- по вулиці Зейлстрат: будинок № 1 (XVII — 1 пол. XIX ст.);
- по вулиці Ост-Гавенстрат: будинки № 8, 10, 16, 18, 20 (складські будівлі кін. XIX ст.), 24, 26, 28 (кін. XIX ст., архітектор В. К. Мулдер);
- по набережній Гавен: будинки № 1-3 (бл. 1900 р.), 2-4, 6-8 (бл. 1895 р.), 9 (XVII ст.), 16 (XIX ст.), 17 (XVII ст.), 19 (XVIII ст.), 24 (поч. XX ст.), 26 (1938 р.), 48 (бл. 1850 р.), 52 (бл. 1915 р.), 56 (XIX ст.), 58 (1920–1930 рр.);
- римо-католицький цвинтар біля брами Зейлпорт.

## Парк Блекерпарк
На півночі дільниці, на березі каналу Геренсінгел, розташований невеликий парк Блекерпарк. Він заснований у 1980-х роках, на місці однієї з міських верфей. Основу парку складають сорок дубів, яких висадили у ґрунт вже у дорослому вигляді. На заході парку розташований гральний майданчик. У 2014 році почався міський проект із об'єднання парків уздовж міського каналу, у тому числі і Блекерспарку, в єдиний кільцевий парк Сінгелпарк, який має стати найдовшим парком у Нідерландах.

## Урбаноніми
| Ауде Геренґрахт  | Oude Herengracht  | набережна | 52°9′44″ пн. ш. 4°30′1.8″ сх. д. / 52.16222° пн. ш. 4.500500° сх. д.    | Набережна каналу Ауде Геренґрахт                                                                        |  |         |          |        |                                                                         |                 |
| Блекерскаде      | Blekerskade       | набережна | 52°9′46.1″ пн. ш. 4°30′9.8″ сх. д. / 52.162806° пн. ш. 4.502722° сх. д. | укр. «Набережна відбільників» — у цій місцевості мешкали переважно відбільники, які відбілювали тканини |  |         |          |        |                                                                         |                 |
| Верверстрат      | Ververstraat      | вулиця    | 52°9′44.5″ пн. ш. 4°30′7″ сх. д. / 52.162361° пн. ш. 4.50194° сх. д.    | укр. «Вулиця фарбарів» — на честь фарбарів, що фарбували тканини                                        |  |         |          |        |                                                                         |                 |
| Верверстратплейн | Ververstraatplein | провулок  | 52°9′43.6″ пн. ш. 4°30′4″ сх. д. / 52.162111° пн. ш. 4.50111° сх. д.    | |  |         |          |        |                                                                         |                 |
| Вест-Гавенстрат  | Vest Havenstraat  | вулиця    | 52°9′43.2″ пн. ш. 4°30′5.2″ сх. д. / 52.162000° пн. ш. 4.501444° сх. д. | укр. «Західна Гаванська вулиця» — на честь міської гавані, розташованої в цій дільниці                  |  |         |          |        |                                                                         |                 |
| Дварс-Гавенстрат | Dwars Havenstraat | вулиця    | 52°9′43.2″ пн. ш. 4°30′7.4″ сх. д. / 52.162000° пн. ш. 4.502056° сх. д. | укр. «Поперечна Гаванська вулиця» — на честь міської гавані, розташованої в цій дільниці                |  | Де Блек | De Bleek | вулиця | 52°9′45.6″ пн. ш. 4°30′5.4″ сх. д. / 52.162667° пн. ш. 4.501500° сх. д. | укр. «Білильня» |
| Зейлстрат        | Zijlstraat        | вулиця    | 52°9′43″ пн. ш. 4°30′11.9″ сх. д. / 52.16194° пн. ш. 4.503306° сх. д.   | на честь брами Зейлпорт                                                                                 |  |         |          |        |                                                                         |                 |
| Ост-Гавенстрат   | Oost Havenstraat  | вулиця    | 52°9′42.7″ пн. ш. 4°30′8.4″ сх. д. / 52.161861° пн. ш. 4.502333° сх. д. | укр. «Східна Гаванська вулиця» — на честь міської гавані, розташованої в цій дільниці                   |  |         |          |        |                                                                         |                 |
| Гавен            | Haven             | набережна | 52°9′41.4″ пн. ш. 4°30′5.7″ сх. д. / 52.161500° пн. ш. 4.501583° сх. д. | укр. «Гавань»                                                                                           |  |         |          |        |                                                                         |                 |
| Ян-Паулусгоф     | Jan Paulushof     | гоф'є     | 52°9′44″ пн. ш. 4°30′13″ сх. д. / 52.16222° пн. ш. 4.50361° сх. д.      | |  |         |          |        |                                                                         |                 |